# Попуя
Попуя — река в России, протекает по территории Таборинского района Свердловской области. Устье реки находится в 91 км по левому берегу реки Чёрной. Длина реки — 43 км.
В 22 км от устья по левому берегу впадает река Ятька.

## Данные водного реестра
По данным государственного водного реестра России относится к Иртышскому бассейновому округу, водохозяйственный участок реки — Тавда от истока и до устья, без реки Сосьва от истока до водомерного поста у деревни Морозково, речной подбассейн реки — Тобол. Речной бассейн реки — Иртыш.